# Азаров, Николай Трифонович
Николай Трифонович Азаров (25 декабря 1936 — ?)  — украинский советский деятель, шахтер, бригадир комплексной бригады рабочих очистного забоя шахты «Постниковская» № 1 треста «Шахтерскантрацит» комбината «Артемуголь» Донецкой области. Герой Социалистического Труда (29.06.1966). Депутат Верховного Совета СССР 7-8-го созывов.

## Биография
Служил на Военно-морском флоте.
С 1950-х годов — горный рабочий, бригадир комплексной бригады рабочих очистного забоя шахты «Постниковская» № 1 треста «Шахтерскантрацит» комбината «Артемуголь» (затем — комбината «Шахтерскантрацит») города Шахтерска Донецкой области.
Член КПСС с 1964 года.
Избирался членом ЦК профсоюза угольщиков СССР.
Потом — на пенсии в городе Горловке Донецкой области

## Награды
- Герой Социалистического Труда (29.06.1966)
- орден Ленина (29.06.1966)
- ордена
- медали